# PDC
PDC (Personal Digital Cellular) 是一種由日本開發及使用的2G流動電話通訊標準。
與D-AMPS及GSM相似，PDC採用TDMA技術。標準由RCR（其後變成ARIB）在1991年4月制定。而NTT DoCoMo在1993年3月推出其數碼MOVA服務。PDC採用25 kHz載波、3個時間格、pi/4-DQPSK 編碼及低速率11.2 kbit/s 及 5.6 kbit/s（半速率）話音编解码器。
PDC使用 800 MHz（下傳 810-888 MHz，上傳 893-958 MHz），及 1.5 GHz（下傳 1477-1501 MHz，上傳 1429-1453 MHz）頻譜。空中介面(air interface) 訂為RCR STD-27，核心網絡地圖（core network MAP）為 JJ-70.10。NEC與易利信是主要網絡設備製造商。
提供的服務包括話音（全速及本速），增值服務包括來電等候、留言信箱、三人會議、來電轉駁等，數據服務（最高為 9.6 kbit/s CSD），及封包轉換無線數據（packet-switched wireless data，最高為28.8 kbit/s PDC-P）。
與GSM相比，PDC的較弱廣播強度讓生產商造出較細小的手機及使用較輕的電池，但話音質素則低於標準，而維持網絡連接能力亦較為遜色，特別是在密閉環境如電梯內。
PDC最高峰時期曾有接近8000萬使用者，2005年12月使用者數字為4585.6萬，2007年3月底的使用者為2621萬人（約佔所有行動電話使用者的27.1%）。逐漸被3G技術如CDMA2000或WCDMA淘汰。